# Het Anker (stokerij)
Het Anker was een stokerij in Antwerpen met een oorsprong in 1753. Het bedrijf wordt beschreven als ooit de oudste en grootste stokerij van Antwerpen. De naam van de familie Meeus was daarbij onlosmakelijk verbonden aan het bedrijf.

## Geschiedenis

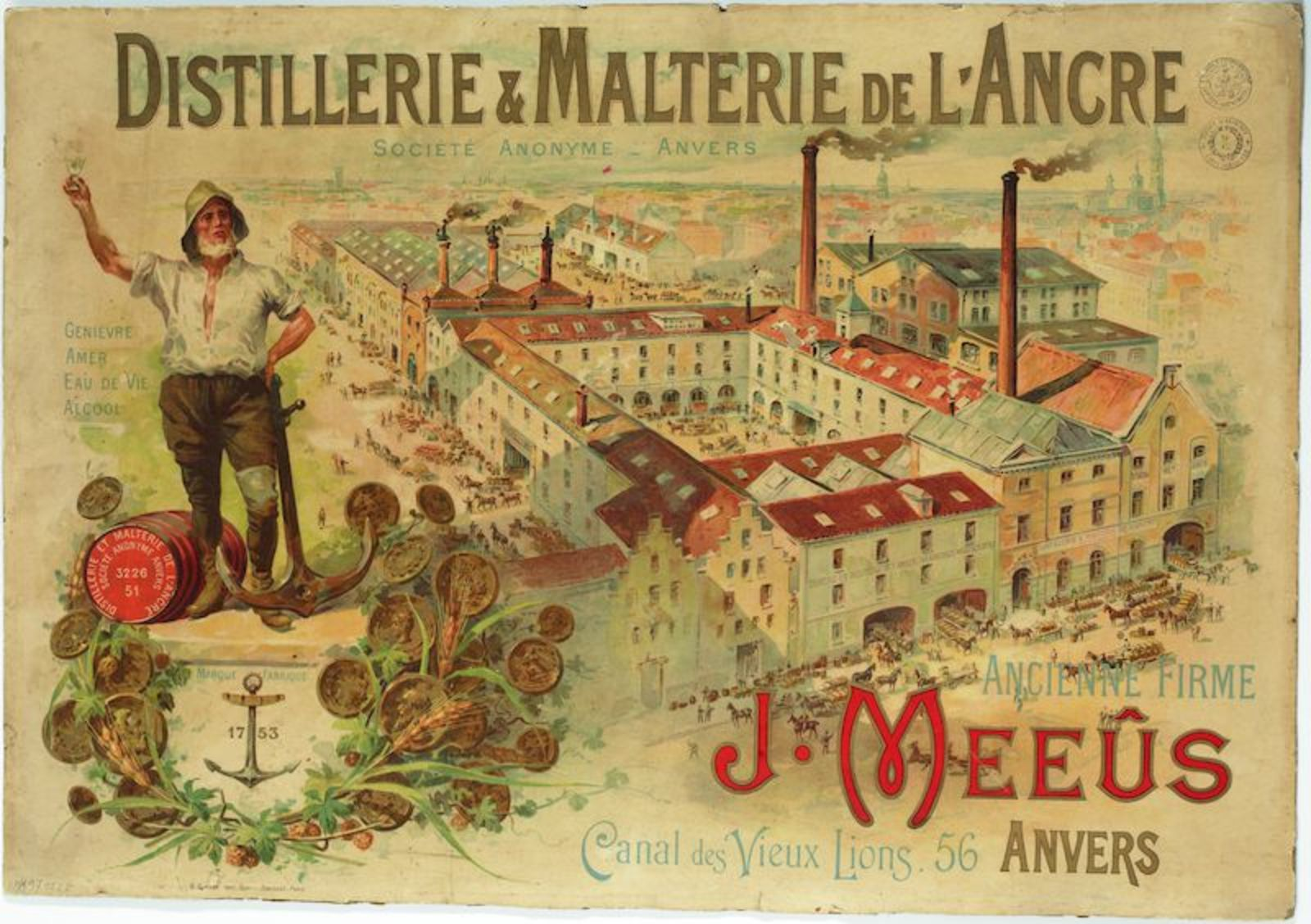
Exterieuraffiche "Distillerie & Malterie de L'Ancre' voor stokerij Meeùs, Antwerpen, 1897-1899

De stokerij kende zijn oorsprong reeds in 1753, toen het was gevestigd in de Boeksteeg. Martinus Adriaenssens huwde de dochter van de stoker en werd de nieuwe eigenaar. in 1801 huwde Jean Joseph Meeus de dochter van Martinus Adriaenssens. In 1820 nam hij de stokerij van zijn schoonouders over. Hij wist de stokerij uit te bouwen tot een van de grootste van de stad. Er waren 2 stoommachines van 150 pk en acht distillatiekolommen.  In 1849 overleed Jean Joseph, zijn 3 jongste zonen namen de stokerij over. Uiteindelijk zal zoon Ferdinand Meeus in 1870 de zaak alleen verder zetten. Zoon François Meeus nam immers een andere stokerij over en zoon Louis Meeus trok zich terug uit het bedrijf. 
Na Ferdinand zal zette de jongste zoon Julius Meeus de zaak verder en paste de naam van de stokerij aan naar Het Anker - L'Ancre. De gebouwen in de Boeksteeg werden onteigend en de stokerij verhuisde naar de Oude Leeuwenrui 56-58. Onder leiding van Julius Meeus ging het de stokerij voor de wind. Onder zijn leiding nam de stokerij deel aan diverse wereldtentoonstellingen. In 1897 liet hij een nieuw gevelfront optrekken aan de stokerij aan de Oude Leeuwenrui. Hierin werd een barokpoort geïntegreerd uit 1669 die afkomstig is uit een brouwerij. Het Anker werd in 1896 ongevormd tot naamloos vennootschap. Eén jaar later verliet Julius Meeus de stokerij en in 1906 wordt het bedrijf ontbonden.